# 尼崎市歌
「尼崎市歌」（あまがさきしか）は、兵庫県尼崎市が制定した市歌である。以下の2代が存在する。
1. 1926年（大正15年）制定。作詞・福武周夫、作曲・小部卯八。
2. 1940年（昭和15年）1月制定。作詞・土井晩翠、作曲・東京音楽学校。

## 解説

### 尼崎市歌（初代）
初代の尼崎市歌は市制施行10周年を控えた1925年（大正14年）に「国に国歌あり、学校に校歌あり、会社に社歌あり、市に市歌なかるべからず」を制定理念として歌詞の一般公募が実施され、翌1926年（大正15年）に制定された。入選者の福武周夫は同年に開催された第12回全国中等学校優勝野球大会を記念して大阪朝日新聞が主催した大会歌（作曲・信時潔）の一般公募でも一等入選を果たしている。
しかし、この初代市歌は1936年（昭和11年）に小田村と新設合併した新制尼崎市には引き継がれず「失効」扱いとなった。

### 尼崎市歌（2代目）
現行の2代目尼崎市歌は小田村との新設合併から3年後の1939年（昭和14年）、翌1940年（昭和15年）の皇紀2600年記念事業の一環として制定が提唱された。当初は旧市歌と同様に歌詞の一般公募も検討されたが、前兵庫県議会議員で戦後に2代目公選市長となる阪本勝の著書『随筆集 市長の手帖』によると旧制第二高校で阪本の恩師に当たり当代一流の詩人だった土井晩翠に作詞を依頼し、完成した全5番の歌詞に東京音楽学校が歌詞を付けて新年祝賀会の席で初演奏が行われたとされている。完成した新市歌は1月15日付の尼崎市公報第46号に掲載され、西宮市のタイヘイレコードが有島通男の歌唱を吹き込んだSPレコードを製造した。
戦後は大時代的な歌詞が問題視されたため2番を省略することが多くなったが、引き続き市立小学校の運動会などの行事で演奏されていた。しかし、平成に入ってからは1番で「昭和」が歌詞に含まれていることや後述する市民愛唱歌が新たに作成されたこともあり、公的行事では原則として演奏されなくなっている。
2016年（平成28年）には市制100周年記念事業として2月に発行された『尼崎100周年記念新聞』1面で紹介されており、3月20日には大庄公民館で「尼崎市歌を歌う」と題して復活演奏が行われた。同年10月8日に開催された市制100周年記念式典でも演奏されている。

## 尼崎市に関連する他の楽曲
尼崎市では現在も1940年（昭和15年）制定の2代目市歌を正式な市歌としているが、戦後に以下の市民愛唱歌が作られている。2016年（平成28年）の市制100周年記念式典ではこの4曲の内「ああ尼崎市民家族」と「あまがすき」の2曲が2代目市歌と併せて演奏された。

### 花を呼ぶ人とまち
戦後最初の市民愛唱歌「花を呼ぶ人とまち」は1962年（昭和37年）9月に発表された。作詞は山口栄一、作曲は斉藤超がそれぞれ手掛けている。

### きょうちくとうの願い
すずききよしが作詞・作曲した「きょうちくとうの願い」は1969年（昭和44年）の発表後、市制広報番組の主題歌として使用された。キョウチクトウは尼崎市の市花。歌詞と楽譜は『市報あまがさき』1972年（昭和47年）1月5日号に掲載されている。

### ああ尼崎市民家族
1986年（昭和61年）に発表された市制70周年記念歌「ああ尼崎市民家族」は伊丹公子の作詞、キダ・タローの作曲で、東芝EMI（現在のユニバーサルミュージック・EMI Records）がデューク・エイセスの歌唱を吹き込んだシングルレコードを製造している。平成に入ってからは「昭和」を歌詞に含む2代目市歌に取って代わる形で頻繁に演奏されるようになったため、市民の間では市歌よりも馴染み深い楽曲とされている。現在はFM aiaiで正午前に演奏されており、かつては尼崎市交通局で路線バスの終点を知らせる車内アナウンスでも使用されていたが阪神バスへの営業譲渡に伴い廃止された。

### あまがすき
また、2015年（平成27年）には市制100周年記念歌としてあまゆーずが作曲・歌唱する「あまがすき」が発表されている。歌詞は一般公募されたフレーズを基にあまゆーずがとりまとめて一曲として制作し、完成した楽曲のクレジットでは『作詞：“あまがすき”な皆さん』とされた。